# Mode mixolydien

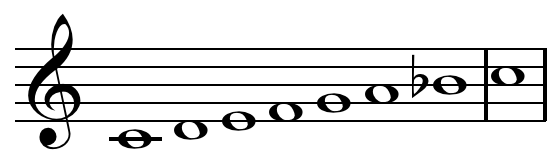
Gamme mixolydienne moderne de do.

Le mode mixolydien peut se référer à l'une de ces trois notions : le nom s'applique à l'une des harmonies (grec ancien : ἁρμονίαι / harmoniai) ou tonalités (grec ancien : τόνοι / tonoi) de la Grèce antique, fondée sur un type d'octave particulier ou gamme ; à l'un des modes médiévaux ; à un mode musical ou gamme diatonique, relative au mode médiéval. (Le mode hypomixolydien de la musique médiévale, par contraste, n'a pas de contrepartie moderne.)

## Mixolydien grec

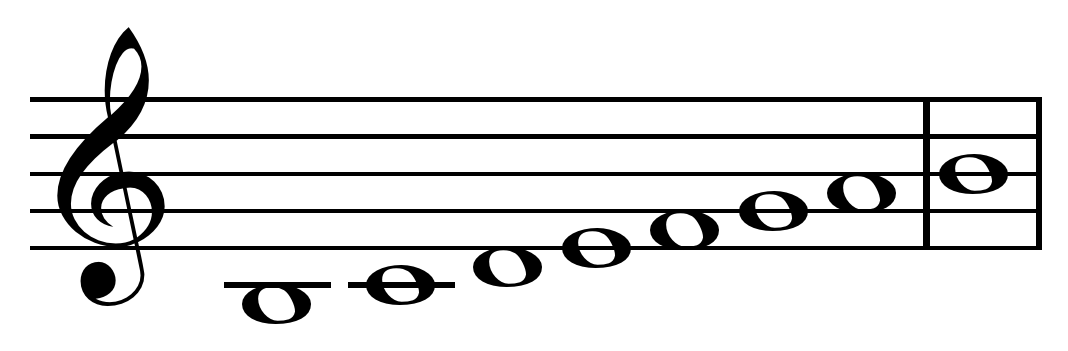
Genre diatonique de la gamme mixolydienne grecque en si.

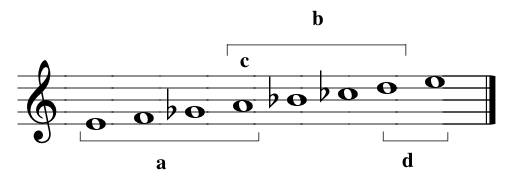
Genre chromatique de la gamme mixolydienne grecque en mi : tétracordes conjoints a et b, avec une note de liaison c, et intervalle de disjonction d.

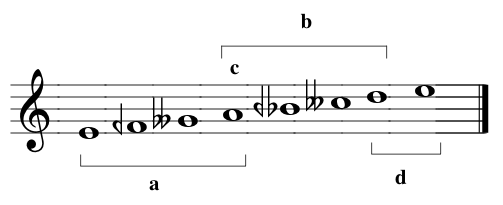
Genre enharmonique de la gamme mixolydienne grecque en mi : tétracordes conjoints a et b, avec une note de liaison c, et intervalle de disjonction d.

Le mode mixolydien, ou tonalité lydienne mixte (en grec, μιξολυδιστί) vient de la tradition musicale de la Grèce antique. Il est évoqué par Platon ainsi que par Aristote. Les modes grecs différaient les uns des autres non seulement par l’arrangement des intervalles, comme nos modes majeur et mineur, mais aussi par la hauteur des sons. Les Grecs connaissaient sept modes musicaux : on distinguait, d’après la hauteur de leur échelle, le mixolydien, le lydien, le phrygien, le dorien, l’hypolydien, l’hypophrygien et l’hypodorien. Aux yeux des Anciens, ces modes musicaux étaient chacun attachés à une notion morale particulière, telle que douceur, fermeté, énergie ou fureur, sachant que la musique grecque dans l’antiquité n’est jamais une abstraction purement sonore mais toujours un texte poétique chanté et accompagné de tel mode musical et de tel rythme, selon une tradition consacrée. Aristote juge ainsi l’effet moral de chacun de ces modes musicaux : « On se sent plutôt triste et contraint avec ce qu’on appelle le mixolydien ; avec d’autres, l’esprit s’attendrit, par exemple avec les modes plus relâchés ; mais avec tel autre surtout, on a le juste milieu et le calme parfait, effet que, seul parmi les modes, est censé produire le dorien ; le phrygien, au contraire, rend les auditeurs enthousiastes ». Le mode mixolydien de la Grèce antique aurait été inventé, selon Aristoxène, par Sappho, poétesse et musicienne du VIIe siècle av. J.-C.. Aristoxène dit que le mixolydien était « joint au dorien dans les chœurs tragiques, car celui-ci rend bien la magnificence et la majestueuse dignité, tandis que l’autre exprime la passion, l’émotion, et la tragédie est faite de ces divers éléments ». Selon Plutarque, « la mixolydienne est une harmonie pathétique qui convient à la tragédie », et Platon la classe dans les harmonies « suaves, douces et plaintives » (grec ancien : γλυκείας τε καὶ μαλακὰς καὶ θρηνώδεις ἁρμονίας).  
Le mode mixolydien de la Grèce antique est très différent de l'interprétation moderne du mode. 
Selon la tradition grecque, la tonalité mixolydienne (le terme « mode » est un terme latin plus tardif) emploie une gamme (ou « type d'octave ») correspondant au mode hypolydien grec renversé : dans son échelle diatonique, c'est une gamme descendant de la paramèse (παραμέση) à l’hypate hypaton (ὑπάτη ὑπάτων): dans le genre diatonique, un ton entier (paramèse à mèse, en grec ancien μέση) suivi par deux tétracordes lydiens inversés conjoints (chacun étant deux tons entiers suivis par un demi-ton descendants). Ce genre diatonique de la gamme est grossièrement l'équivalent du jeu de toutes les notes blanches d'un piano du si au si, ou si | la sol fa mi | (mi) ré do si, qui est également connu comme le mode locrien moderne. (Dans les échelle chromatique et échelle enharmonique, chaque tétracorde consiste respectivement en une tierce mineure plus deux demi-tons, et une tierce majeure plus deux quarts de ton).

## Mixolydien et hypomixolydien médiévaux
Initialement utilisé pour désigner l'une des traditionnelles harmoniai de la théorie grecque, le nom fut emprunté (avec les six autres) par le théoricien du IIe siècle Ptolémée pour désigner ses sept tonoi, ou clefs de transposition. Quatre siècles plus tard, Boèce interpréta Ptolémée en Latin, toujours avec le sens de clefs de transposition, non de gammes. Quand la théorie du chant fut formulée pour la première fois au IXe siècle, ces sept noms plus un huitième, hypermixolydien (plus tard changé en hypomixolydien), furent à nouveau re-appropriés dans le traité anonyme Alia Musica. Un commentaire sur ce traité, appelé le Nova expositio, donna le premier son nouveau sens comme celui d'un ensemble de huit types d'octave, ou gammes. Le nom mixolydien vint à être appliqué à l'un des huit modes de la musique d'église médiévale : le septième mode. Ce mode ne va pas du si au si sur les touches blanches, comme le mode grec, mais a été défini de deux façons : comme le type d'octave diatonique du sol une octave plus haut jusqu'au sol d'en dessous, ou comme un mode dont la finale était sol et dont l'ambitus allait du fa en dessous la finale jusqu'au sol au-dessus, avec les possible extensions « par licence » de monter jusqu'au la au-dessus et même descendre jusqu'au mi en dessous, et dans lequel la note ré (le ténor du septième ton psalmodique correspondant) avait une fonction mélodique importante. Cette construction théorique médiévale conduisit à l'usage moderne du terme pour la gamme naturelle de sol à sol.
Le septième mode de la musique de l'église occidentale est un mode authentique fondé sur et incluant la gamme naturelle de sol à sol, avec la quinte juste (le ré dans la gamme de sol à sol) comme dominante, note de récitation ou tenor.
Le huitième mode plagal était appelé hypomixolydien (ou « mixolydien inférieur ») et, comme le mixolydien, était défini de deux façons : comme le type d'octave diatonique d'un ré jusqu'au ré une octave au-dessus, divisé à la finale de mode, le sol (donc ré-mi-fa-sol + sol-la-si-do-ré) ; ou comme un mode avec une finale de sol et un ambitus depuis le do en dessous la finale jusqu'au mi au-dessus, dans lequel la note do (le ténor du huitième ton psalmodique correspondant) avait une fonction mélodique importante.

## Mixolydien moderne

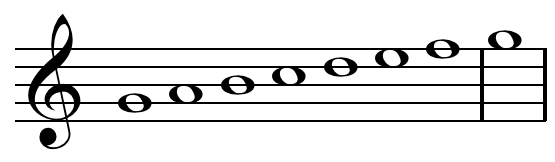
Gamme mixolydienne moderne en sol. fichier:Mixolydian mode G.mid

Cette gamme moderne a le même enchaînement de tons et de demi-tons que le mode majeur, excepté le septième degré qui est un demi-ton plus bas. Le mode mixolydien est parfois appelé le mode dominant car il s'agit du mode construit sur le cinquième degré (dominante) de la gamme majeure. On utilise aussi le terme hypoionien. La septième mineure de la gamme est à un triton de la médiante (degré de la tierce majeure) de la tonalité.
Le mode mixolydien est commun dans l'harmonie non-classique, comme en jazz, funk, blues et rock.
L'ordre des tons et des demi-tons en mixolydien est :
1 - 1 - ½ - 1 - 1 - ½ - 1.
L'armure varie en conséquence (l'armure sera celle d'un mode majeur classique dont la tonique est située une quinte plus bas).
Quelques exemples :
- mode mixolydien de sol (relatif au ton de do majeur – sur un piano toutes les touches blanches d'un sol au sol suivant. sol la si do ré mi fa sol)[1]
- mode mixolydien de do (relatif au ton de fa majeur – do ré mi fa sol la si do)[1]
- mode mixolydien de ré (relatif au ton de sol majeur – ré mi fa sol la si do ré)[1]
- mode mixolydien de mi (relatif au ton de la majeur – mi fa sol la si do ré mi)[1]
- mode mixolydien de la (relatif au ton de ré majeur – gamme utilisée par les cornemuses du Grand Highland. (la si do ré mi fasol la)[14][précision nécessaire].

## Gamme Malakh

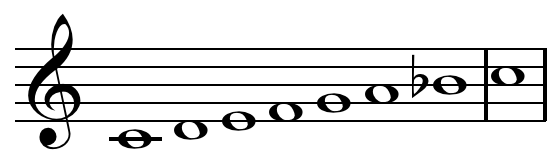
Gamme Malakh en do..

La gamme Malakh (pour Adnai Malakh « l'Éternel roi », nom d'une prière juive) est le nom utilisé par les musiciens Klezmer pour la gamme mixolydienne, qui est identique. En Klezmer, le mode est couramment transposé en do, ou les accords principaux utilisés sont do majeur, fa majeur et sol7 (parfois sol mineur).

## Liste des gammes en mode mixolydien
La lecture audio n'est pas prise en charge dans votre navigateur. Vous pouvez télécharger le fichier audio.
La lecture audio n'est pas prise en charge dans votre navigateur. Vous pouvez télécharger le fichier audio.
La lecture audio n'est pas prise en charge dans votre navigateur. Vous pouvez télécharger le fichier audio.
La lecture audio n'est pas prise en charge dans votre navigateur. Vous pouvez télécharger le fichier audio.
La lecture audio n'est pas prise en charge dans votre navigateur. Vous pouvez télécharger le fichier audio.
La lecture audio n'est pas prise en charge dans votre navigateur. Vous pouvez télécharger le fichier audio.
La lecture audio n'est pas prise en charge dans votre navigateur. Vous pouvez télécharger le fichier audio.
La lecture audio n'est pas prise en charge dans votre navigateur. Vous pouvez télécharger le fichier audio.
La lecture audio n'est pas prise en charge dans votre navigateur. Vous pouvez télécharger le fichier audio.
La lecture audio n'est pas prise en charge dans votre navigateur. Vous pouvez télécharger le fichier audio.
La lecture audio n'est pas prise en charge dans votre navigateur. Vous pouvez télécharger le fichier audio.
La lecture audio n'est pas prise en charge dans votre navigateur. Vous pouvez télécharger le fichier audio.
La lecture audio n'est pas prise en charge dans votre navigateur. Vous pouvez télécharger le fichier audio.
La lecture audio n'est pas prise en charge dans votre navigateur. Vous pouvez télécharger le fichier audio.
La lecture audio n'est pas prise en charge dans votre navigateur. Vous pouvez télécharger le fichier audio.

## Compositions notables en mode mixolydien

### Traditionnelle
- « Old Joe Clark »[16],[17].
- « She Moved Through the Fair » – une chanson populaire traditionnelle irlandaise.

### Populaire
- « Let It Loose » des The Rolling Stones[18]
- « Marquee Moon » des Television[19],[20]
- « Le thème de Star Trek »[21]
- « Sweet Home Alabama » des Lynyrd Skynyrd[17]
- « Sweet Child O' Mine » (solo en mi mineur naturel) par les Guns N' Roses[22]
- « Norwegian Wood » des The Beatles (avec quelques couplets en mode dorien)[17],[23],[24]
- « Ramblin' Man » du The Allman Brothers Band (avec accents blues)[24]
- « Gloria » du groupe Them[25]
- « The Wreck of the Edmund Fitzgerald » par Gordon Lightfoot[26]
- « Express Yourself » de Madonna[25]
- « Yoü and I » de Lady Gaga
- « You Really Got Me » des Kinks
- « Hey Jude » des Beatles (uniquement la coda)
- « Dark Star » de Grateful Dead, en la mixolydien[27]
- « Separator » de Radiohead en si bémol mixolydien
- « Morning Mr Magpie » de Radiohead[28]
- « Royals » de Lorde[29]
- « John » de Yves Duteil
- Le thème de « Tequila »